# The White Stuff
The White Stuff è un singolo di "Weird Al" Yankovic estratto dall'album Off the Deep End ed è la parodia di You Got It (The Right Stuff) dei New Kids on the Block.

## Significato
La canzone è un'ode ai biscotti ripieni Oreo.
La canzone, insieme a I Can't Watch This, è stata registrata, ma mai pubblicata.

## Tracce
1. The White Stuff – 2:43

## Il video
Non è mai stato fatto nessun video di questa canzone.